# Agylla flavitincta
Agylla flavitincta là một loài bướm đêm thuộc phân họ Arctiinae, họ Erebidae.